# AIFA (estación)
AIFA será la terminal norte del Ramal Lechería - AIFA. Se ubica en el Municipio de Zumpango, Estado de México. En julio de 2025, será la inauguración del tren con dirección a Buenavista; se prevé que el inicio de operaciones del tren a Pachuca sea en 2027.

## Información general
La terminal se alojará en el sótano del edificio de estacionamiento para usuarios. Dará un servicio rápido y eficiente a los pasajeros y empleados del Aeropuerto Internacional Felipe Ángeles (AIFA), trasladándolos de una manera cómoda y segura desde la Ciudad de México y el Estado de México.
En un área de casi 12,000 metros cuadrados, contará con elevadores, escaleras eléctricas, escaleras de servicio, circuito cerrado de televisión y equipo.

## Conectividad

### Conexiones
Se conectara la terminal con la Línea 1, 2 y 4 del Mexibús 
Las estaciones de la Línea 1 para conectar con la estación son: Loma Bonita, Ozumbilla, San Francisco, Quetzalcoatl, Tecámac, La Redonda, Glorieta Militar, Combustibles, Hacienda y Terminal de Pasajeros
Y para conectar a la estación con la Línea 4, se planea una ampliación desde la terminal Universidad Mexiquense al AIFA, así este conectaría desde La Raza en la Ciudad de México con el Aeródromo. Se espera que utilice la nueva vialidad camino a Tonanitla, aún sin fecha de entrega.
El Tren Interurbano AIFA–Pachuca. El 20 de noviembre de 2023 el gobierno de Andrés Manuel López Obrador anuncia decreto para reactivar siete rutas de trenes de pasajeros, entre las que se encuentra esta. Ante la ausencia  de propuestas privadas la ruta queda bajo responsabilidad del gobierno.

## Sitios de interés
- Museo Paleontológico de Santa Lucía Quinametzin
- Museo Militar de Aviación
- Museo de Vagones Históricos de Ferrocarriles y Tren Histórico Cultural